# انگور (سرده)
انگور، تاک، مو (نام علمی: Vitis) نام یک سرده از تیره انگوریان است. این سرده دارای ۷۹ گونهٔ تأیید شده‌است.

## گونه‌ها
- انگور Vitis vinifera
- انگور آریزونا Vitis arizonica
- انگور آمور Vitis amurensis
- انگور برگ‌افرایی Vitis acerifolia
- انگور برگ‌کوچک Vitis sinocinerea
- انگور تابستان Vitis aestivalis
- انگور روباه Vitis labrusca
- انگور رویوان Vitis ruyuanensis
- انگور فوجیان جیانشی Vitis chungii
- انگور کارائیب Vitis tiliifolia
- انگور کالووزا Vitis shuttleworthii
- انگور کالیفرنیا Vitis californica
- انگور کوه لوشان Vitis hui
- انگور کوهی Vitis monticola
- انگور ماستنگ Vitis mustangensis
- انگور منگزی Vitis mengziensis
- انگور منگهای Vitis menghaiensis
- انگور میزوری Vitis palmata
- انگور هوبئی Vitis silvestrii
- انگور ووهان Vitis wuhanensis
- انگور یون‌نان Vitis yunnanensis
- ویتیس خاکستری Vitis cinerea
- ویتیس کیگنتیا Vitis coignetiae
- ویتیس والپینا Vitis vulpina